# Bergbaufolgelandschaft Laubusch
Bergbaufolgelandschaft Laubusch este o arie protejată (arie specială de conservare — SAC, sit de importanță comunitară — SCI) din Germania întinsă pe o suprafață de 350 ha, integral pe uscat.

## Localizare
Centrul sitului Bergbaufolgelandschaft Laubusch este situat la coordonatele 51°28′12″N 14°06′01″E / 51.47°N 14.1003°E.

## Înființare
Situl Bergbaufolgelandschaft Laubusch a fost declarat sit de importanță comunitară în iunie 2002 pentru a proteja 5 specii de animale. Situl a fost protejat și ca arie specială de conservare în aprilie 2011.

## Biodiversitate
Situată în ecoregiunea continentală, aria protejată conține 1 habitat natural: Ape stătătoare oligotrofe până la mezotrofe, cu vegetație de Littorelletea uniflorae și/sau de Isoëto-Nanojuncetea.
La baza desemnării sitului se află mai multe specii protejate:
- mamifere (4): lupul (Canis lupus), castor (Castor fiber), vidră de râu (Lutra lutra), liliac comun (Myotis myotis)
- nevertebrate (1): libelule (Leucorrhinia pectoralis)